# Phyllarachne
Phyllarachne levicula es una especie de araña araneomorfa de la familia Linyphiidae. Es el único miembro del género monotípico Phyllarachne.

## Distribución
Se encuentra en Borneo.